# Milan Vuković
Milan Vuković (serbisch-kyrillisch Милан Вуковић; * 28. April 1988 in Belgrad) ist ein serbischer Fußballspieler.

## Karriere
Vuković wurde 2007 für ein halbes Jahr von Slavia Prag in die Slowakei an den FK Dukla Banská Bystrica verliehen. Im Juli 2007 debütierte er in der Corgoň liga, als er am dritten Spieltag der Saison 2007/08 gegen den FC Senec in der Startelf stand und in der 78. Minute durch Ladislav Tomaček ersetzt wurde. In jenem Spiel, das Dukla Banská Bystrica 2:0 gewann, erzielte er den Treffer zum zwischenzeitlichen 1:0.
Zur Saison 2008/09 wechselte er zum FK Jablonec. Im Sommer 2010 wurde er für ein halbes Jahr an den Zweitligisten SK Kladno verliehen. 2011 wurde er erneut verliehen, diesmal an den FC Graffin Vlašim.
In der Winterpause der Saison 2012/13 wechselte er nach Deutschland zum sechstklassigen Bonner SC. Zur Saison 2013/14 kehrte er in die Slowakei zurück, wo er sich dem fünftklassigen FC Petržalka Akadémia anschloss.
Nach einem halben Jahr bei Petržalka wechselte er im Januar 2014 zum österreichischen Regionalligisten 1. SC Sollenau. Zur Saison 2015/16 wechselte er zum Ligakonkurrenten SKU Amstetten. In jener Saison wurde er mit 22 Treffern in 30 Spielen Torschützenkönig in der Regionalliga Ost. 2018 konnte er mit Amstetten in die 2. Liga aufsteigen.
Nach der Saison 2018/19 verließ er Amstetten und wechselte zum viertklassigen ASKÖ Oedt.